# Phytocoris nigricollis
Phytocoris nigricollis är en insektsart som beskrevs av Knight 1923. Phytocoris nigricollis ingår i släktet Phytocoris och familjen ängsskinnbaggar. Inga underarter finns listade i Catalogue of Life.